# Kelso (Reino Unido)

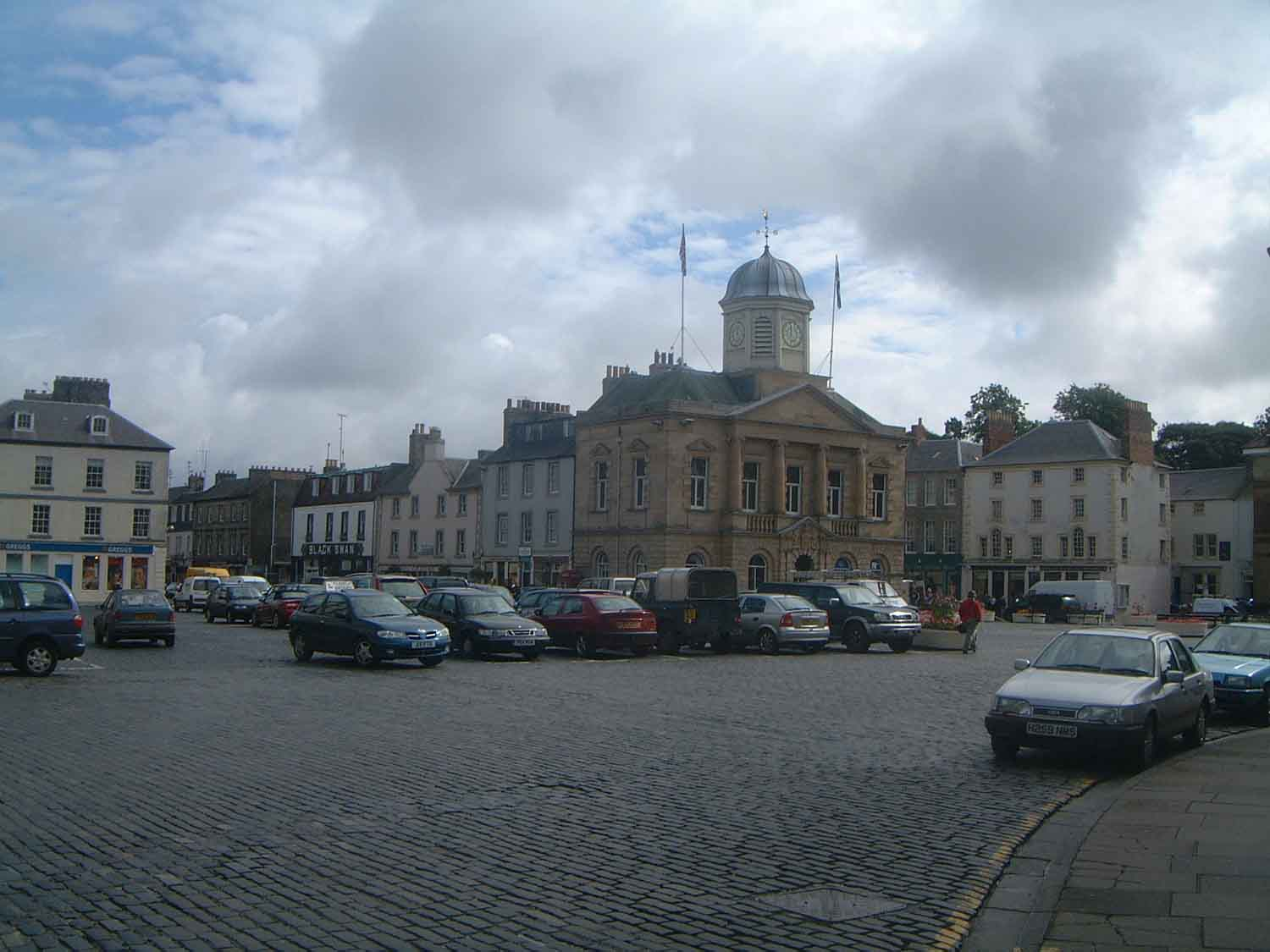
Kelso, Escócia: vista do centro da cidade.

Kelso é um burgo situado na Escócia. Em 2001, a sua população era de, aproximadamente, 6.000 habitantes.
A abadia de Kelso foi fundada por monges de Tiron, na França, quando David I da Escócia era o rei, em 1128, e se tornou a mais rica das abadias em Scottish Borders. 
Jaime III da Escócia ali foi coroado quando criança.  
Destruída no século XVI, hoje restam suas ruínas, nas quais se nota sua soberba arquitetura. Fica quase no centro da cidade de Kelso e logo ao Sul, fica o cemitério moderno dos duques de Roxburghe.